# 제니퍼 쿨리지
제니퍼 쿨리지(Jennifer Coolidge, 1961년 8월 28일 ~ )는 미국의 배우, 희극인이다. 드라마 《화이트 로투스》(2021-22)로 2023년 제80회 골든 글로브상 미니 시리즈·TV 영화 부문 여우조연상을 수상했다.

## 출연 작품

### 영화
- A Bucket of Blood (1995)
- Not of This Earth (1995)
- 트라이얼쇼 (1997)
- 펄프 픽션 또 다른 이야기 (1997, Plump Fiction)
- 맨 인 화이트 (1998, National Lampoon's Men in White)
- 슬래피와 악동들 (1998, Slappy and the Stinkers)
- 록스베리 나이트 (1998)
- 아메리칸 파이 (1999)
  - 아메리칸 파이 2 (2001)
  - 아메리칸 파이 3: 아메리칸 웨딩 (2003)
  - 아메리칸 파이: 19금 동창회 (2012)
- 오스틴 파워 (1999)
- 베스트 쇼 (2000)
- 금발이 너무해 (2001)
- 다운 투 어쓰 (2001)
- 캐롤라이나 (2003)
- 금발이 너무해 2 (2003)
- 마이티 윈드 (2003, A Mighty Wind)
- 레모니 스니켓의 위험한 대결 (2004)
- 신데렐라 스토리 (2004)
- 조이 (2004)
- 로봇 (2005)
- 클릭 (2006)
- 데이트 영화 (2006)
- 아메리칸 드림즈 (2006)
- 포 유어 컨시더레이션 (2006, For Your Consideration)
- 에픽 무비 (2007)
- 이고르와 귀여운 몬스터 이바 (2008)
- 리빙 프루프 (2008, Living Proof)
- 소울 맨 (2008)
- 악질경찰 (2009)
- 젠틀맨 브론코스 (2009)
- 엑스터미네이터스 (2009, ExTerminators)
- 죽여주는 장례식 (2009, A Good Funeral)
- Beauty & the Briefcase (2010)
- 오스틴랜드 (2013)
- 난 지구 반대편 나라로 가버릴테야 (2014)
- 앨빈과 슈퍼밴드: 악동 어드벤처 (2015)
- Hell and Back (2015)
- 마스코츠 (2016, Mascots)
- 이모티: 더 무비 (2017) - 목소리
- 프라미싱 영 우먼 (2020)
- 샷건 웨딩 (2022)
- 우리 집에 유령이 산다 (2023)
- 마인크래프트 무비 (2025) - 마를렌 역

### 텔레비전
- 사인펠드 (1993)
- 킹 오브 더 힐 (1997-99)
- The Late Late Show with Craig Kilborn (2001-04)
- 프렌즈 (2003)
- 섹스 앤 더 시티 (2003)
- 어코딩 투 짐 (2003-04)
- 닙턱 (2007-09)
- 클로저 (2008)
- Up Close with Carrie Keagan (2008-09)
- 미국 십대의 비밀생활 (2008-12)
- Kath & Kim (2009)
- Party Down (2009)
- 투 브로크 걸스 (2012-17)
- 화이트 로투스 (2021-22)